# Montemurro
Montemurro è un comune italiano di 1 034 abitanti della provincia di Potenza in Basilicata.

## Geografia fisica

### Territorio
Il paese si trova in Val d'Agri nei pressi del lago di Pietra del Pertusillo ed è collegato alla strada statale 598 di Fondovalle dell'Agri.
Confina a nord (contrade Favaleto, Robotelle, Santo Jaso) con l'agro di Corleto Perticara; a nord - ovest (contrade Spineto, Cornaleta, Scalette, Casalaspro) col torrente Rifreddo (rivus frigidus, rio freddo), che segna il confine con Viggiano; a ovest e sud - ovest (contrade Belliboschi, Bosco dell'Aspro, Vallarano) con lo stesso torrente, che segna stavolta il confine con Grumento Nova; a sud con Spinoso, il cui confine si perde ormai nel lago del Pertusillo ma che una volta era segnato dal fiume Agri (contrade Fornaci, Calcionari, Tarangelo, Falvella, Iozza, Pertusillo); a sud - est (contrade Cesinelle, Marcature, Fiume) con San Martino d'Agri, il cui confine è segnato dallo stesso fiume; a est e nord - est (contrade Serra Cavallo, Forlito, Parete, Morroni, Tufara, Coste dell'Agresto) con Armento.
La zona più montuosa, genericamente chiamata Serra, si trova a nord, e le sue cime più rilevanti sono il Monte Agresto (1 285 metri) e l'altopiano di Santo Jaso (che con i suoi 1 299 metri risulta il punto più alto del territorio montemurrese); verso Armento invece troviamo numerose collinette tondeggianti, fra cui la Serra della Monache (1 116 metri).

### Clima
- Classificazione climatica di Montemurro[5]:
  - Zona climatica E;
  - Gradi giorno 2 224.

## Storia

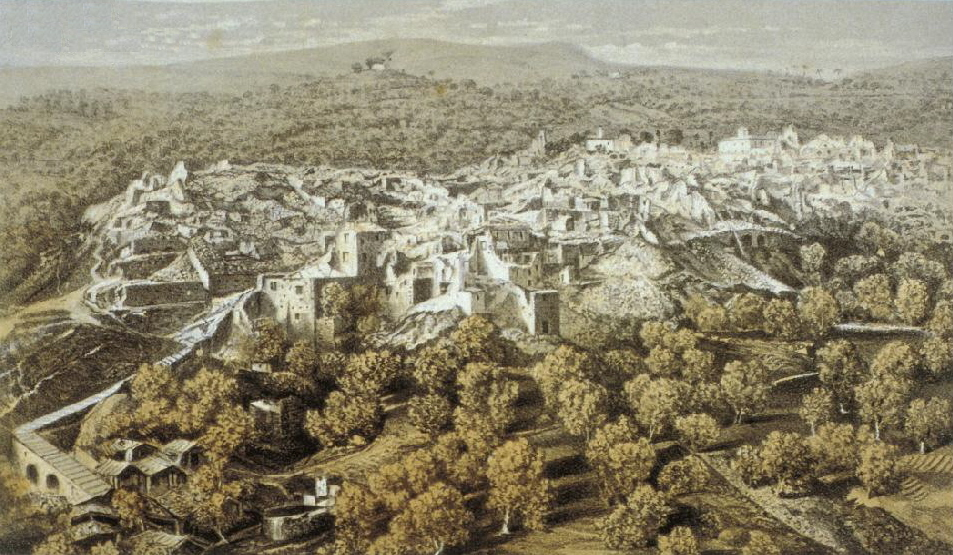
Le rovine di Montemurro dopo il terremoto del 16 dicembre 1857

Fu fondato intorno all'anno Mille a seguito delle continue incursioni saracene patite da Grumentum, che costrinsero gli abitanti ad abbandonare la città e a spargersi sulle alture circostanti, ove costruirono fortificazioni. Una di queste fu il Castrum Montis Murri (distrutto da un terremoto nel 1343), che sorgeva nel luogo dell'attuale piazza Giacinto Albini, e dal quale derivò poi il nome del nuovo nucleo abitato. Risentì come tutta la regione delle influenze normanne. Appartenne al feudo di Montescaglioso, della sede episcopale di Tricarico e fu dominio dei Sanseverino e dei Carafa.
Il montemurese Giacinto Albini fu l'artefice della cosiddetta insurrezione lucana, rivolta antiborbonica che interessò l'intera regione e che permise di "consegnare" a Garibaldi la Basilicata già liberata. Dopo l'unità anche Montemurro fu interessato dal cosiddetto fenomeno del brigantaggio: l'ex pastore montemurrese Antonio Cotugno (detto Culopizzuto) aderì alla protesta antisabauda mettendosi a capo di una banda di briganti, anch'essi montemurresi.

Piazza Giacinto Albini negli anni 1930

Il paese venne quasi interamente raso al suolo dal terremoto del 16 dicembre 1857, il cui epicentro fu localizzato proprio a Montemurro, risparmiando in parte il rione Concerie situato nella parte alta dell'abitato; tra le altre cose l'evento sismico ritardò di tre anni l'insurrezione lucana, e costrinse lo spostamento provvisorio della "base operativa" a Corleto Perticara. Il paese subì inoltre non pochi danni da una vasta frana abbattutasi sulla zona alta dell'abitato il 26 febbraio 1907 e dal terremoto dell'Irpinia del 1980. Anche a causa di queste calamità naturali prese impulso un'ampia emigrazione, in gran parte transoceanica, che decimò il numero di abitanti, in maniera similare a diverse regioni di entroterra del Mezzogiorno. 

## Monumenti e luoghi d'interesse

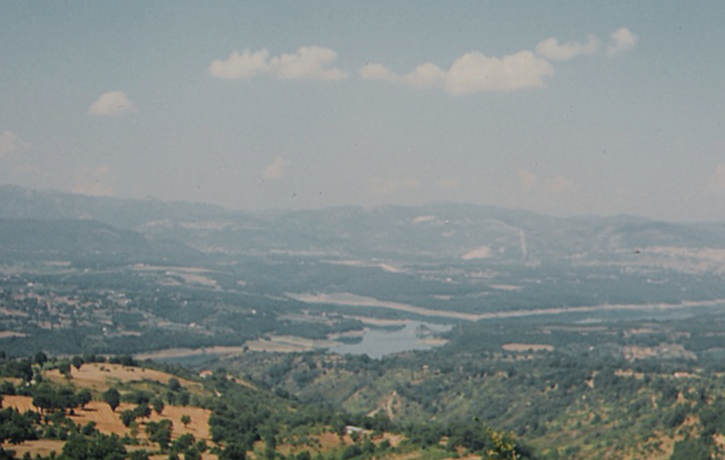
Il lago del Pertusillo

### Architetture religiose
- Chiesa Madre, un tempo appartenente al convento francescano di Sant'Antonio (1635), con interno a due navate.
- Santuario di Maria Santissima di Servigliano, ricostruito sull'altopiano di Santo Jaso nel 1911 dalla popolazione di Montemurro e restaurato nel 2007. La chiesa originaria (già citata nel 1068 dal diploma di concessione di Roberto di Montescaglioso, nipote di Roberto il Guiscardo, alla chiesa episcopale di Tricarico), si trovava in contrada Servigliano e fu distrutta dalla frana del 1907.
- Chiesa di Santa Maria del Soccorso, annessa al cimitero, conserva un crocifisso del XV secolo.
- Chiesa di San Rocco, a navata unica, ricostruita sulle fondamenta dell'antica chiesa del Seicento a seguito del terremoto del 1857.
- Chiesa di San Domenico (sconsacrata), sorta sulle rovine del Convento dei domenicani del 1442, a sua volta sorto sulle rovine del castrum. Si trova nei pressi del municipio ed è stata oggetto di una rilevante opera di ristrutturazione che ha interessato tutta la piazza circostante (piazza Giacinto Albini), conclusasi con una cerimonia ufficiale il 19 agosto 2008.

### Aree naturali
- Il lago di Pietra del Pertusillo, creato negli anni sessanta sbarrando con una diga le acque del fiume Agri. È anche compreso nel territorio dei comuni di Grumento Nova e Spinoso e fa parte del parco nazionale della Val d'Agri e Lagonegrese.

### Monumenti del passato
- La torre campanaria, si trovava in piazza Giacinto Albini e fu demolita negli anni trenta senza un ben precisato motivo, sebbene fosse stata dichiarata monumento nazionale.[6]
- La chiesa Matrice intitolata a Santa Maria Assunta, perita a seguito di uno smottamento nel 1842.[7]
- Il palazzo baronale vescovile (il feudo di Montemurro apparteneva al vescovo di Tricarico), attiguo alla chiesa Matrice.
- La chiesa di San Giacomo, perita a seguito del terremoto del 1857, ricostruita in più piccole dimensioni nel 1860 (lunga un terzo rispetto all'originaria) e nuovamente distrutta dal terremoto del 1980.[7]

## Società

### Evoluzione demografica
Abitanti censiti

I dati sulla popolazione residente ci confermano un inarrestabile spopolamento, tipico delle zone rurali del Mezzogiorno, che non tende ad arrestarsi nemmeno negli anni più recenti:
| Anno             | 2002  | 2003  | 2004  | 2005  | 2006  | 2007  | 2008 (marzo) |
| Abitanti censiti | 1 546 | 1 524 | 1 514 | 1 479 | 1 460 | 1 433 | 1 428        |

È significativo comunque riflettere su due dati:
- Il primo periodo in cui si avverte una sensibile diminuzione della popolazione è quello successivo al terremoto del 1857, quando gli abitanti passarono dai 7 500 del 1857 ai 3 655 del 1861 in forza della morte di alcune migliaia di abitanti;
- Anche nel decennio 1961-1971 si registra una considerevole diminuzione di abitanti (nell'ordine di circa mille unità), dopo trent'anni in cui la popolazione accennava ad aumentare, mostrando nei numeri di non risentire nemmeno della guerra così come invece risentì della fine dei lavori della diga del Pertusillo.[10]

## Economia
Un tempo (fino al citato terremoto del 16 dicembre 1857) centro fiorente per la concia delle pelli e l'esportazione di cuoio, tessuti, funi e vasellame in ceramica, attualmente vede una accennata rinascita della coltura dell'ulivo e della conseguente produzione di olio, attività tuttavia non sufficienti a frenare la continua emigrazione.
La debole economia montemurrese viene trainata principalmente dalle numerose aziende boschive presenti sul territorio che, sebbene il paese sia ormai raggiunto dal metano, resistono alla modernità e all'impossibilità di avviare attività produttive più redditizie.
Nei pressi di Santo Jaso, sulla cosiddetta Serra di Montemurro, è sorto un grande parco eolico (opera della società bolzanina Energie SpA, che comprende 36 aerogeneratori e sviluppa una potenza complessiva di 29,1 MW; la produzione annua prevista è di circa 60 milioni di kWh; l'emissione di CO2 evitata è stimata nell'ordine di 30 000/35 000 t l'anno, pari a quanto assorbito da circa 7 000/10 000 ettari di bosco.

## Sport

### Calcio
La principale squadra di calcio della città è l'A.S. Montemurro, che milita nel girone B lucano di 1ª Categoria. I colori sociali sono il giallo ed il blu.